# Denis Shkarpeta
Denis Shkarpeta, né le 9 novembre 1981, est un coureur cycliste ouzbek.

## Palmarès et résultats

### Palmarès par année
- 2003
  - Schio-Ossario del Pasubio
- 2004
  - 4e étape du Tour de la Vallée d'Aoste
  - Trofeo Leto Sergio
  - Gran Premio Somma
  - 2e de la Medaglia d'Oro Frare De Nardi
  - 2e du Giro del Valdarno
  - 2e de Milan-Rapallo
  - 3e du Trophée de la ville de Brescia
  - 3e de la Coppa Città di San Daniele
  - 3e du Trophée Raffaele Marcoli
- 2005
  - Trofeo Torino-Biella
  - Mémorial Ghisalberti
  - Coppa Cicogna
  - Circuito Molinese
  - 3e du Grand Prix Colli Rovescalesi
  - 3e du Trophée MP Filtri
  - 3e de la Targa Libero Ferrario

### Classements mondiaux
| Année           | 2005 |
| --------------- | ---- |
| UCI Europe Tour | 247e |